# Мокренчук Олена Вікторівна
Олена Вікторівна Мокренчук (псевдо — Ластівка; 19 серпня 1967, м. Сніжне, Донецька область) — українська журналістка, письменниця, історик, волонтерка, педагог, військовослужбовиця, майор Збройних сил України. Членкиня Національної спілки журналістів та письменників України.

## Життєпис
Олена Мокренчук народилася 19 серпня 1967 року в місті Сніжному на Донеччині.
Закінчила історичний факультет Донецького національного університету імені Василя Стуса. Працювала учителькою історії та журналісткою на Донбасі (до 2009), кореспонденткою київського журналу (2004—2013), деканом експериментального факультету християнської журналістики Київського християнського університету (2006—2011), директором інформаційної агенції AlfaPress (2009—2015), пресофіцером 72-ї окремої механізованої бригади імені Чорних Запорожців (2015—2018), т.в.о. начальника пресслужби оперативного командування «Північ» (2018—2021). З грудня 2021 — офіцер Управління зв'язків з громадськістю Збройних сил України.
Учасниця Революції гідності (з 21 листопада 2013 року до початку активних бойових дій на Донеччині та Луганщині в березні-квітні 2014 року). Волонтер, керівник волонтерської організації «Солдатська пошта»; голова благодійної організації «Допоможемо фронту» (2014—2016)[джерело?].

## Доробок
Авторка численних публікацій у ЗМІ, а також книг «Україна-мрія», «Аліска, фронтова лисичка» «Афінка з “Куби”» та «Вітер з Дикого поля»; співавторка «Національної книги пам'яті жертв Голодомору 1932—1933 років в Україні» (2008), та серії біографічних Альманахів про видатних особистостей України, таких як «Приазов'я: портрет сучасника» та інших. Редактор-упорядник трьох віршованих збірок християнських авторів.

## Нагороди
- премія імені Богдана Хмельницького за краще висвітлення військової тематики у творах літератури та мистецтва в номінації «Літературні твори військової тематики» — за книгу «Аліска, фронтова лисичка»[5];
- відзнака Президента України «За участь в антитерористичній операції» (2015)[джерело?];
- медаль Міністра оборони України «За зразкову службу» (2020)[джерело?];
- медаль Начальника Генерального штабу «За досягнення у військовій службі» II ступеня (2020)[джерело?];
- нагрудний знак Командувача Сухопутних військ Збройних Сил України «Сухопутні війська України» (2018)[джерело?];
- медаль командувача Сухопутних військ Збройних Сил України «За службу» (2019)[джерело?];
- медаль командувача Сухопутних військ Збройних Сил України «За особливу службу» (2021)[джерело?];
- нагрудний знак Командувача Об'єднаних Сил Збройних Сил України «Козацький хрест» III ступеня (2020)[джерело?];
- нагрудний знак Командувача об'єднаних Сил Збройних Сил України «За службу та звитягу» III ступеня (2023)[джерело?];
- медаль Командувача військ Оперативного командування «Північ» Сухопутних військ Збройних Сил України «За сумлінну службу» (2020)[джерело?];
- нагрудний знак «Золота зірка» журналістики (2016)[джерело?];
- нагрудний знак «Людина року» з журналістики (2008)[джерело?];
- медаль «За оборону Волновахи» (2015)[джерело?];
- медаль «Бойовий волонтер України» (2016)[джерело?];
- почесна відзнака «Богдан Хмельницький» III ступеня (2017)[джерело?];
- медаль «За жертовність і любов до України» (2017)[джерело?];
- медаль «За незламність духу» (2021)[6];
- та інші.

## Військові звання
- майор (2023)[джерело?];
- капітан (2022)[джерело?];
- старший лейтенант[7].